# 箱根美術館

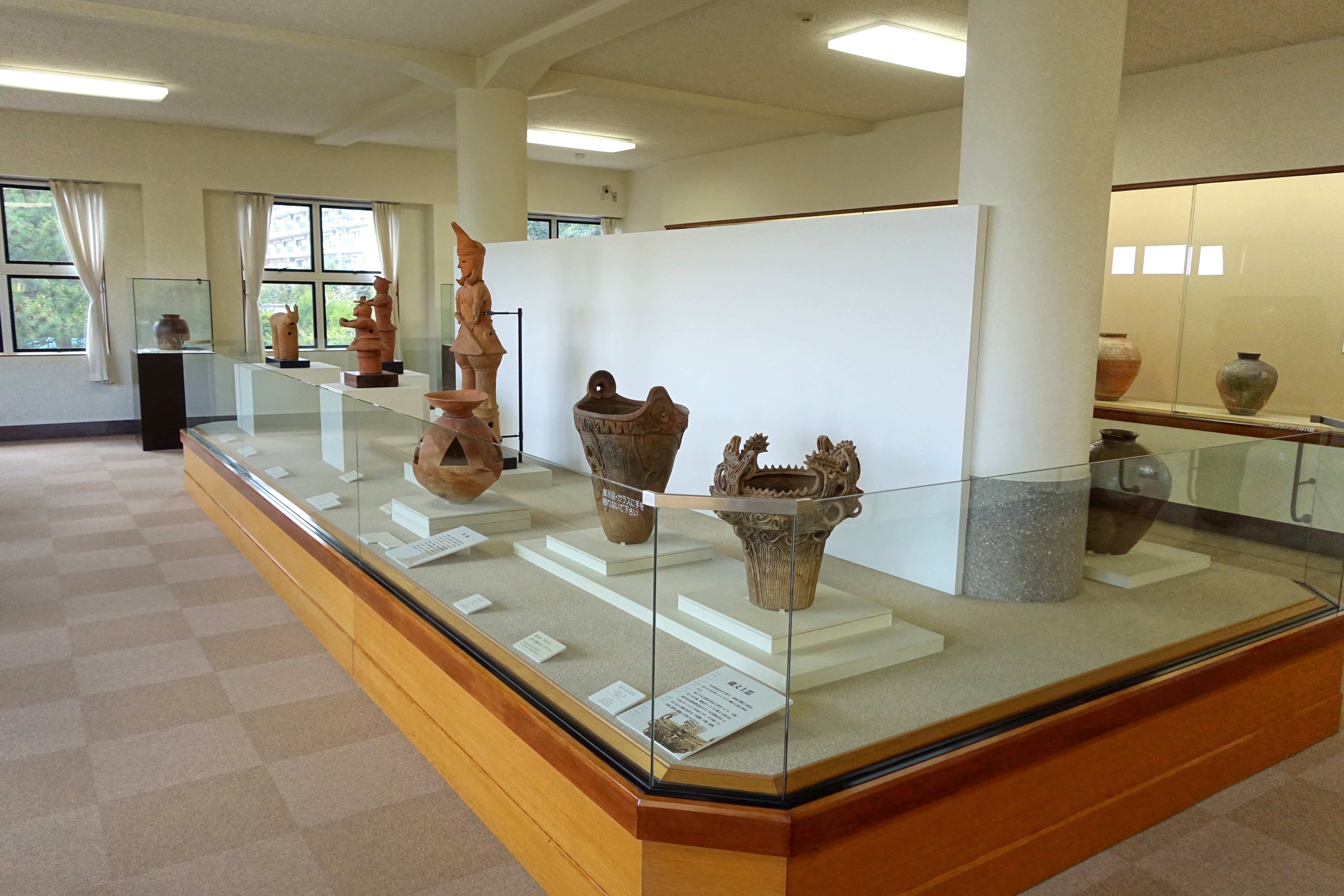
館内展示状況

箱根美術館（はこねびじゅつかん）は、神奈川県足柄下郡箱根町にある、箱根で最も古い美術館である。東洋・日本美術のうち、陶磁器を公開している。1952年（昭和27年）6月15日に開館した。

## 概要
箱根美術館の創立者岡田茂吉は「世界的な美術思想の涵養を通じて人間の品性を向上、および平和愛好思想の醸成を図ることにより高度の文化的芸術国家の建設に寄与する」との信念のもと、昭和27年6月に箱根町強羅に箱根美術館を開館し、9月に財団法人東明美術保存会（後の公益財団法人岡田茂吉美術文化財団）を設立。戦後は東洋美術の優品の蒐集に努めて海外流出の防止を目指した。
昭和57年、姉妹館であるMOA美術館の開館以降は、鎌倉・室町時代に製作された力強く重厚な六古窯の壺や甕などを中心に、縄文時代の土器から江戸時代の作品まで、「日本のやきもの」を常設展示している。
建築物（鉄筋コンクリート3階建て）、内装、展示ケースはすべて創立者岡田茂吉の設計である。箱根強羅の箱根美術館のある一帯は、「神仙郷」（敷地面積約3万坪）として整備されている。神仙郷には、約130種類の苔と200本のモミジの「苔庭」や、「萩の道」、「竹庭」などがあり、四季折々に美しい姿をみせる。特に11月は、庭園内のモミジが一斉に色づき、紅葉の名所として名高い。土日祝日と11月には通常公開されている庭園に加え、巨岩の石組みを中心とした庭園「石楽園」も、特別公開をしている。これら一帯は平成25年8月1日に国の登録記念物に登録され、令和3年3月26日には国の名勝に指定されている。
苔庭に面した茶室「真和亭」では、無農薬で栽培された抹茶と季節ごとに変わる和菓子が楽しめる。

### 主な展示品
- 埴輪男子立像（天冠をつけた男子） - 重要文化財、群馬県伊勢崎市波志江町出土[6]
- 縄文土器（火焔型土器）
- 古常滑甕
- 古越前甕
- 古丹波壺
- 古備前火襷壺
- 古瀬戸四耳壺
- 古信楽壺

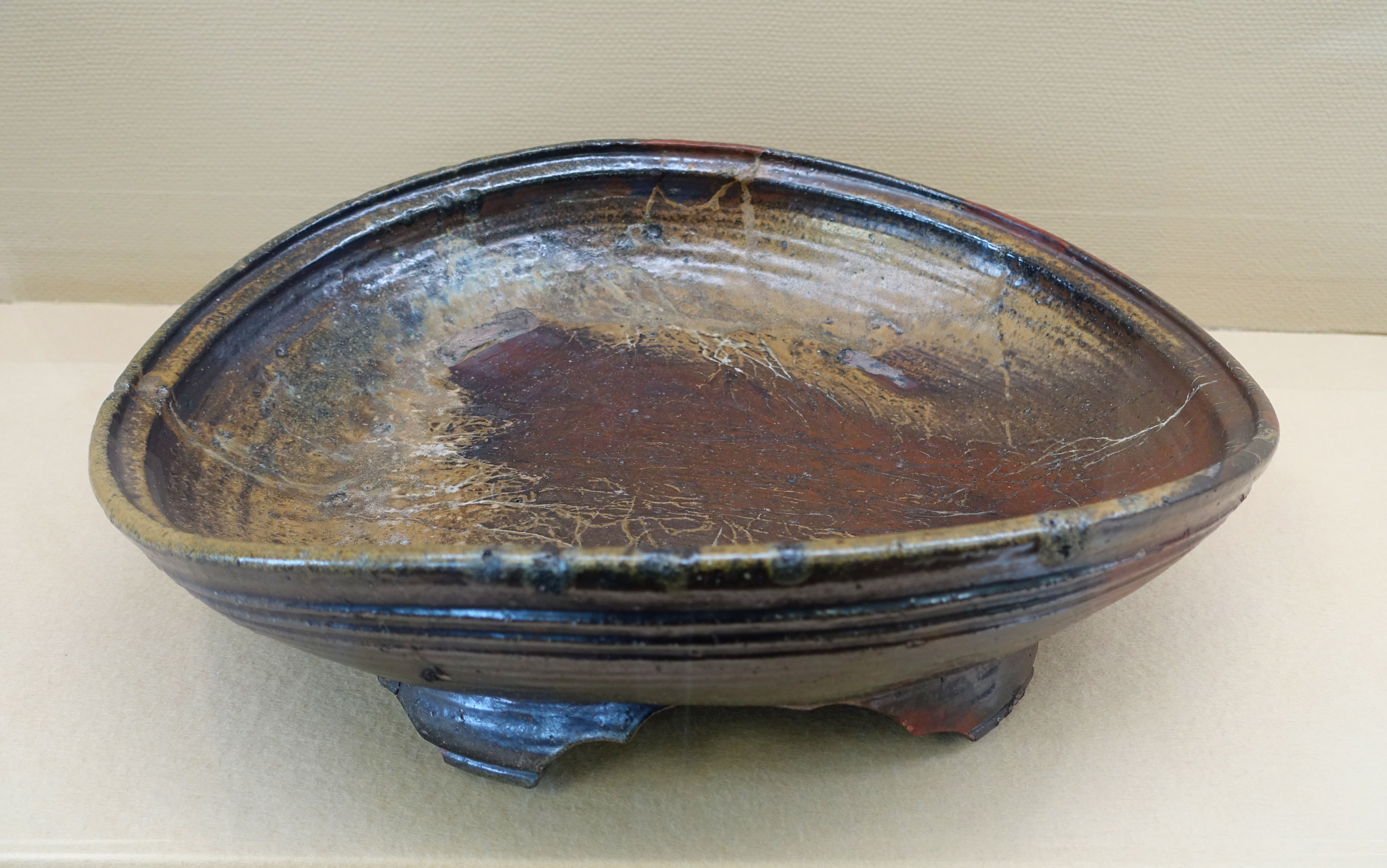
備前台付大鉢 桃山時代
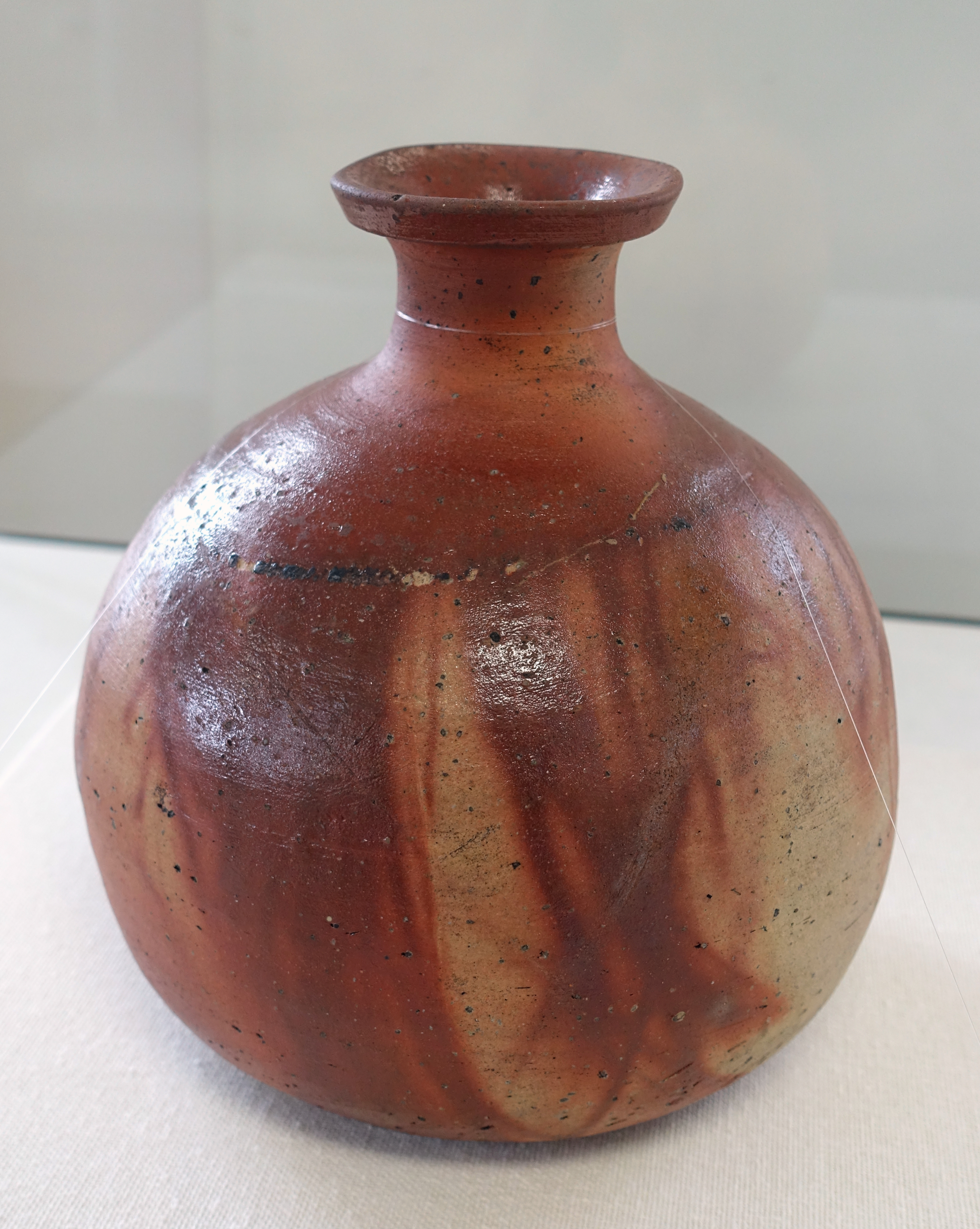
備前火襷徳利 桃山時代
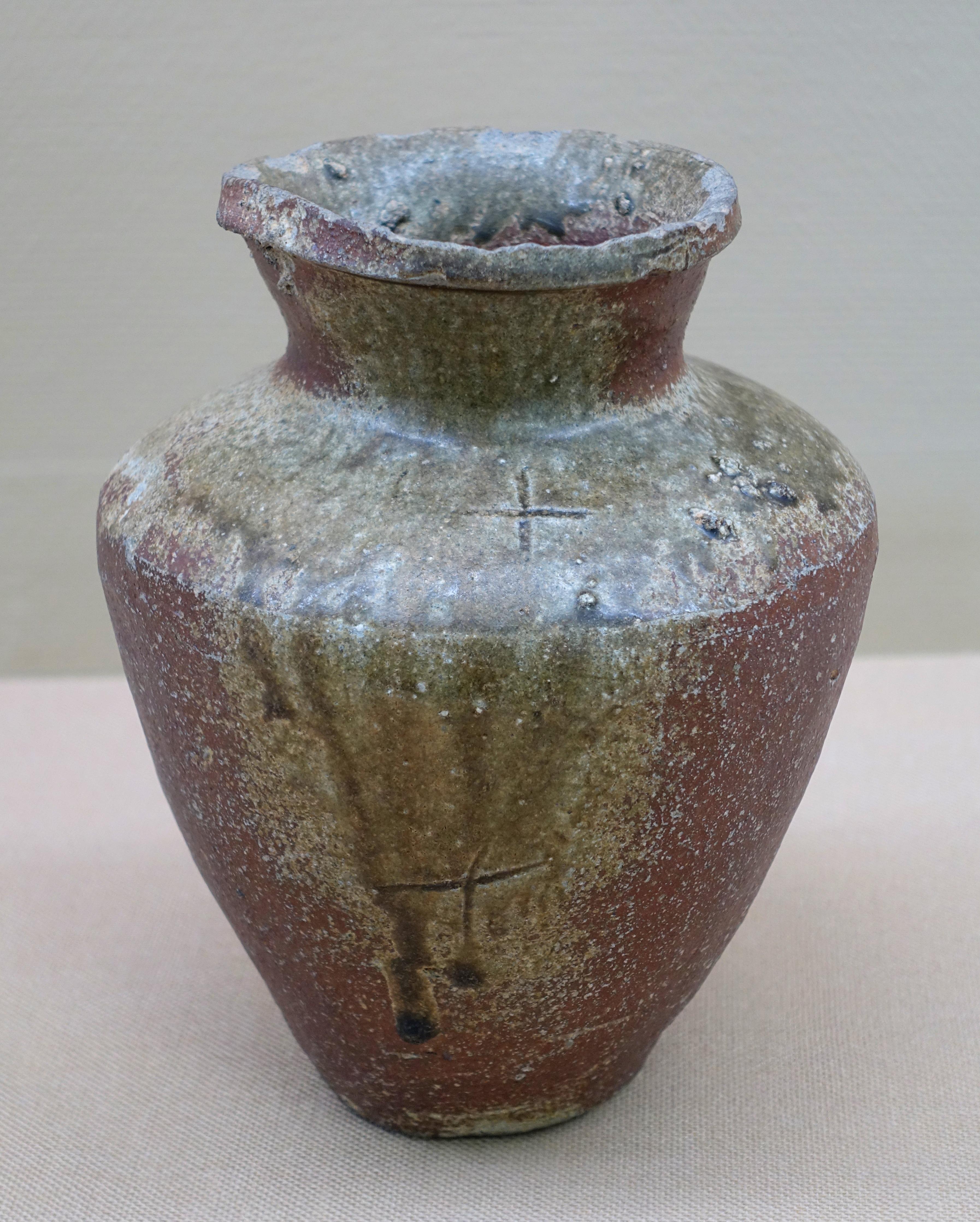
越前壺 室町時代
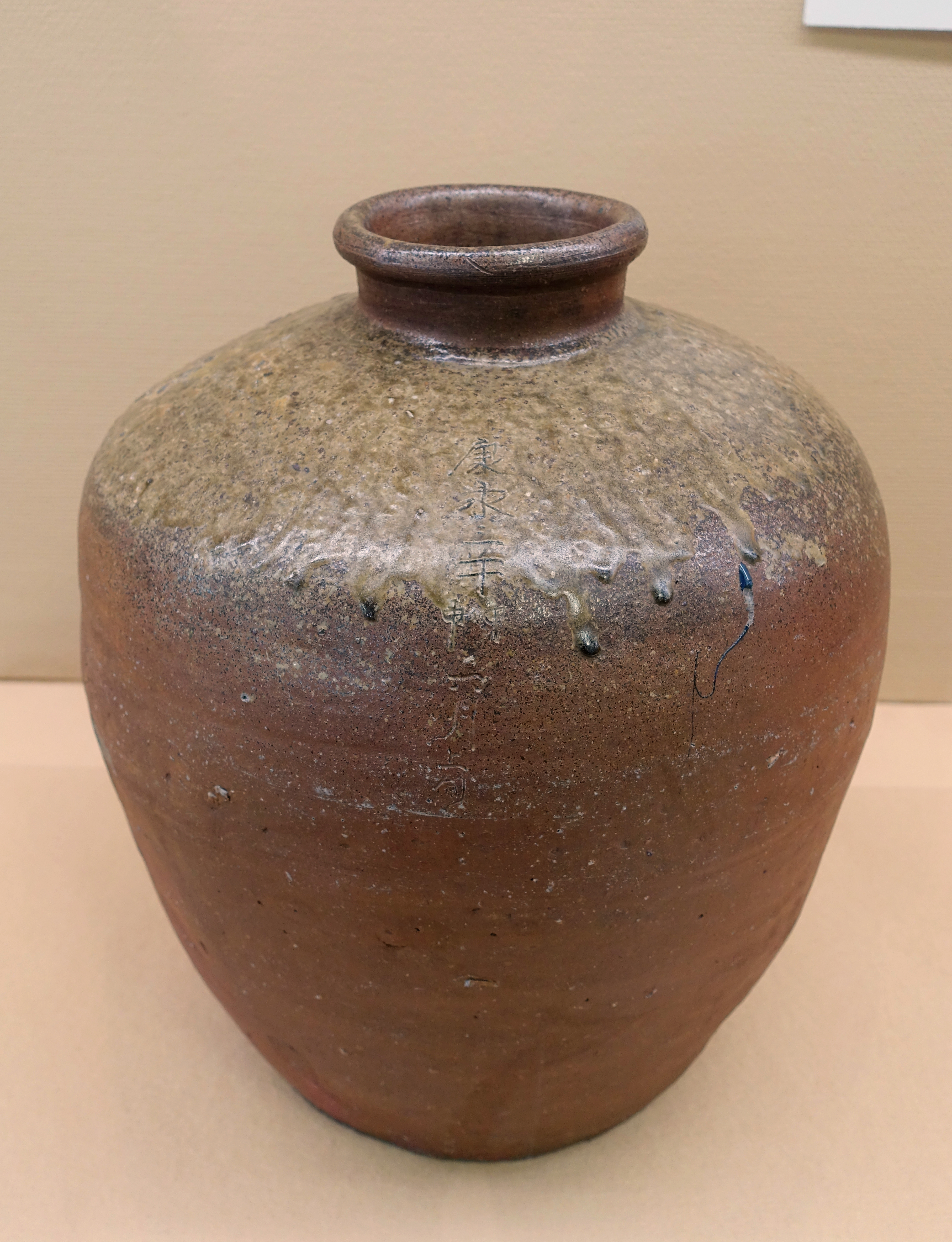
丹波壺 「康永三年甲申六月上旬」銘　南北朝時代（1344年）
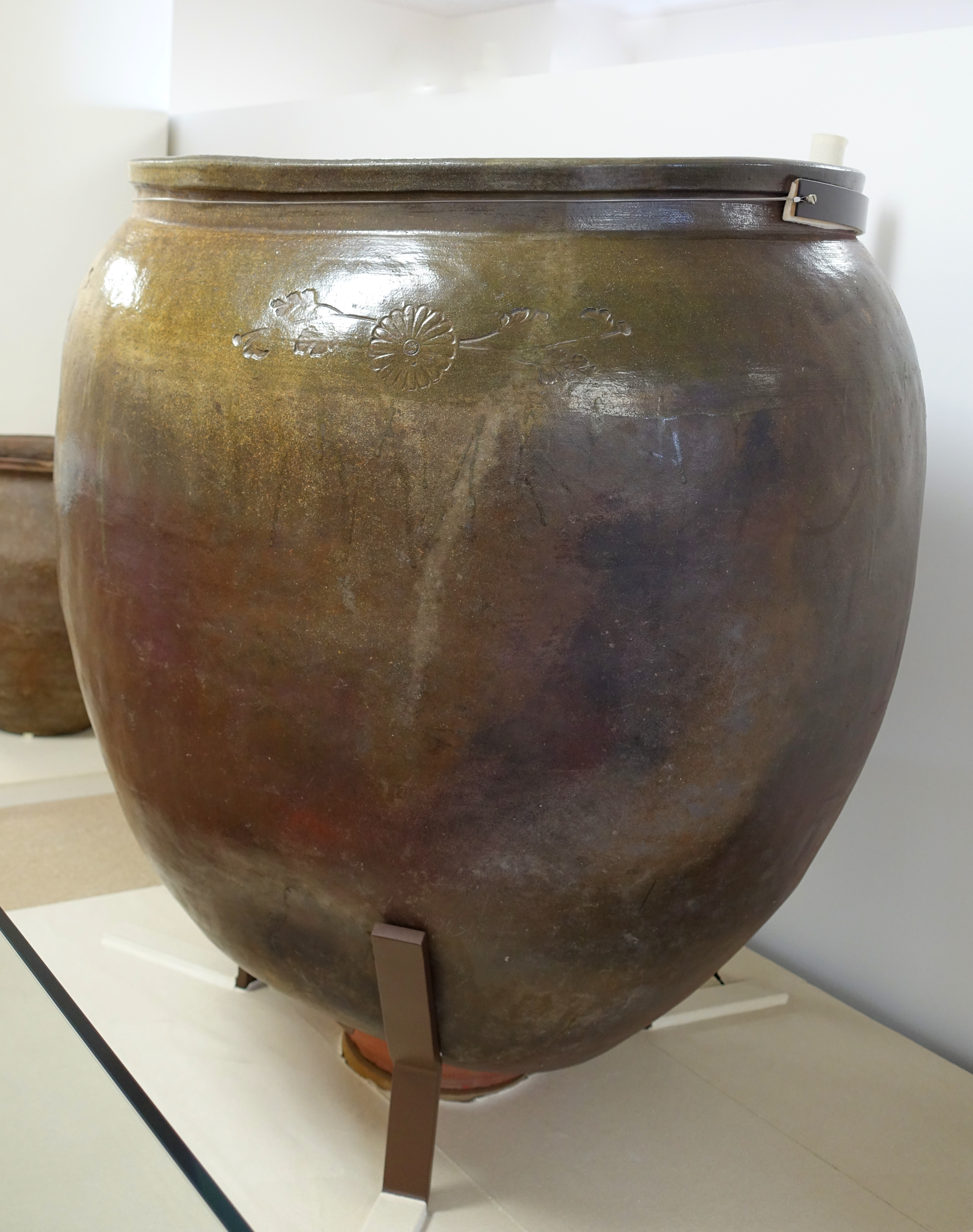
常滑菊花文大甕　江戸時代
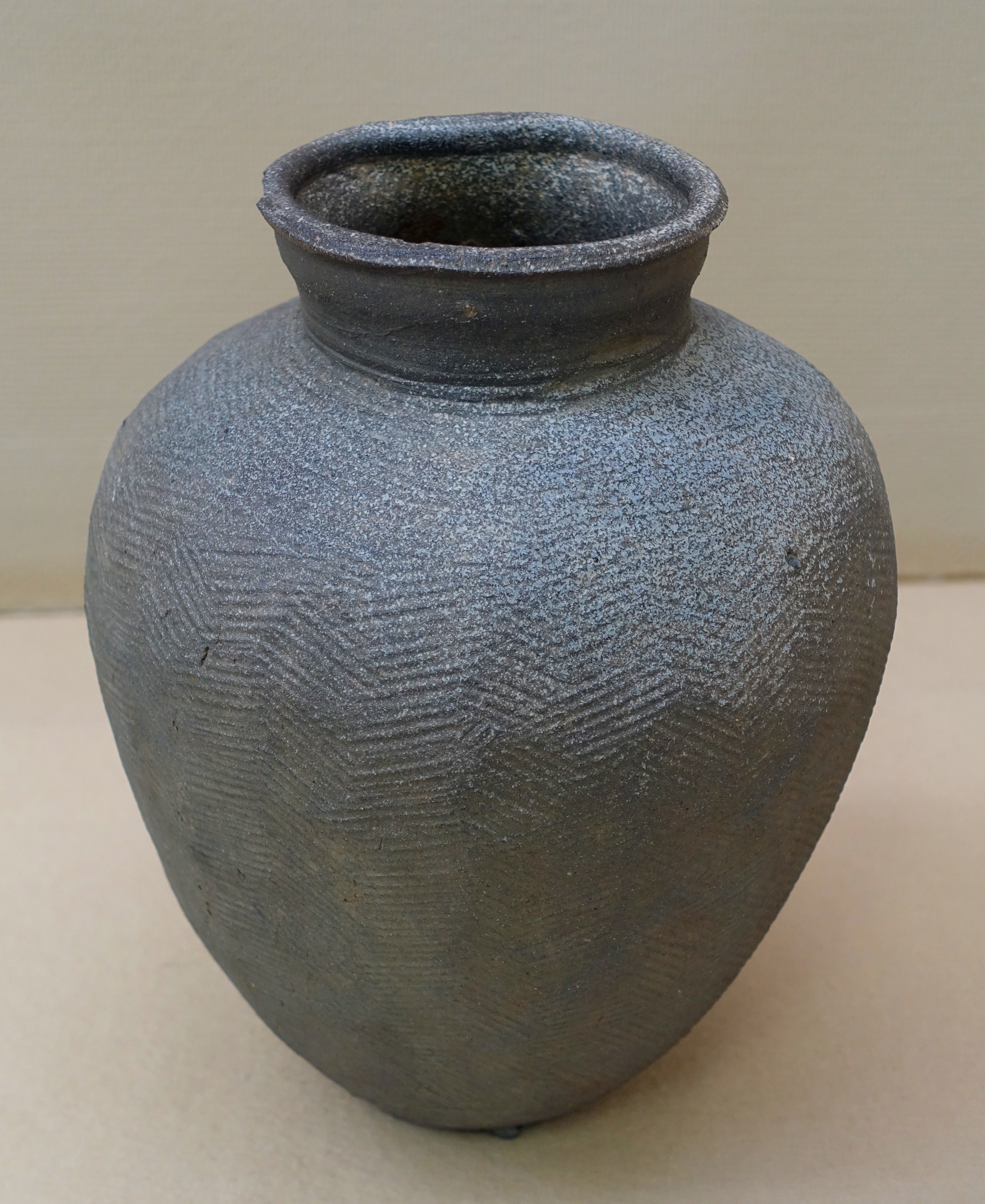
珠洲叩き目文　鎌倉時代
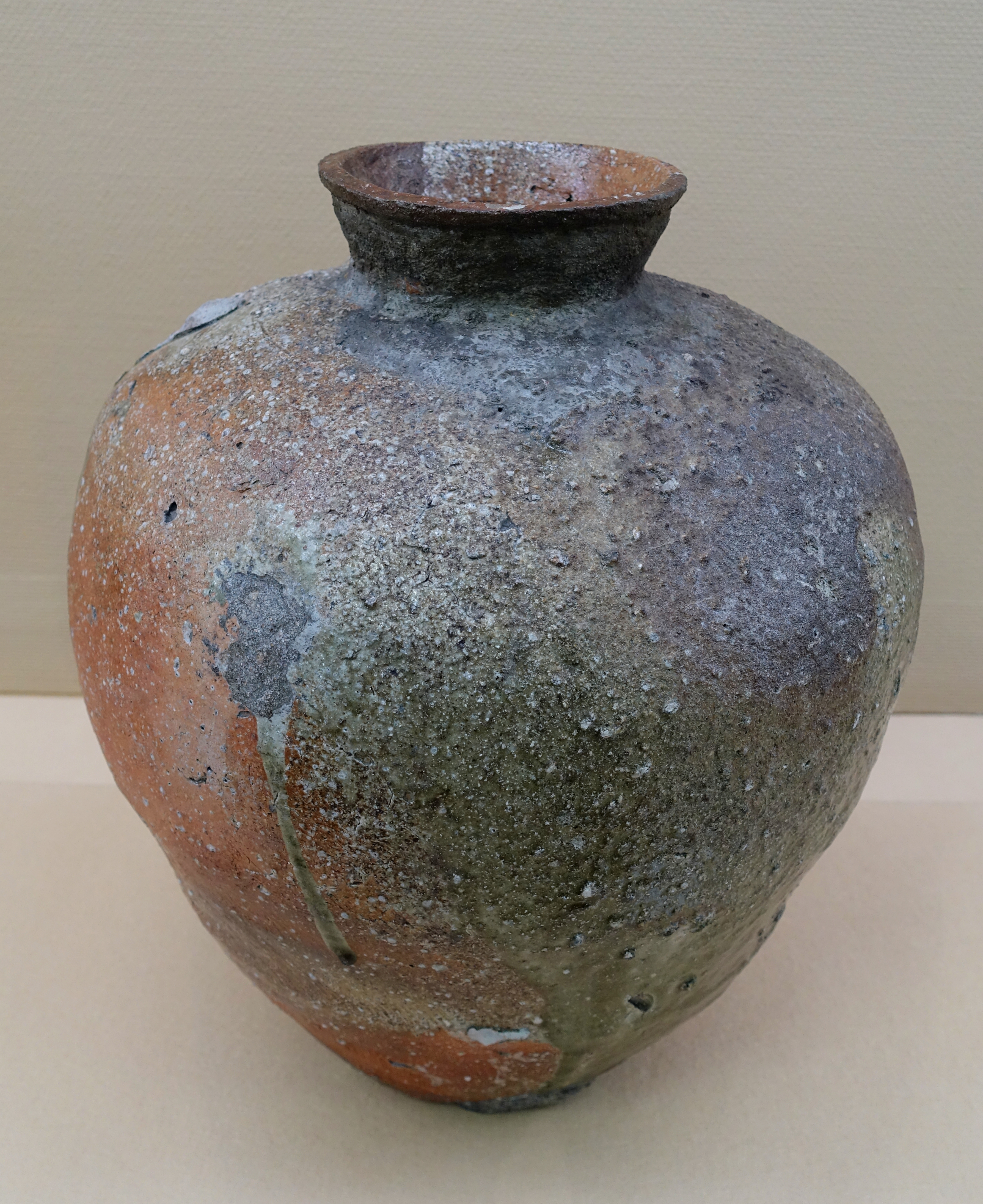
信楽壺　室町時代
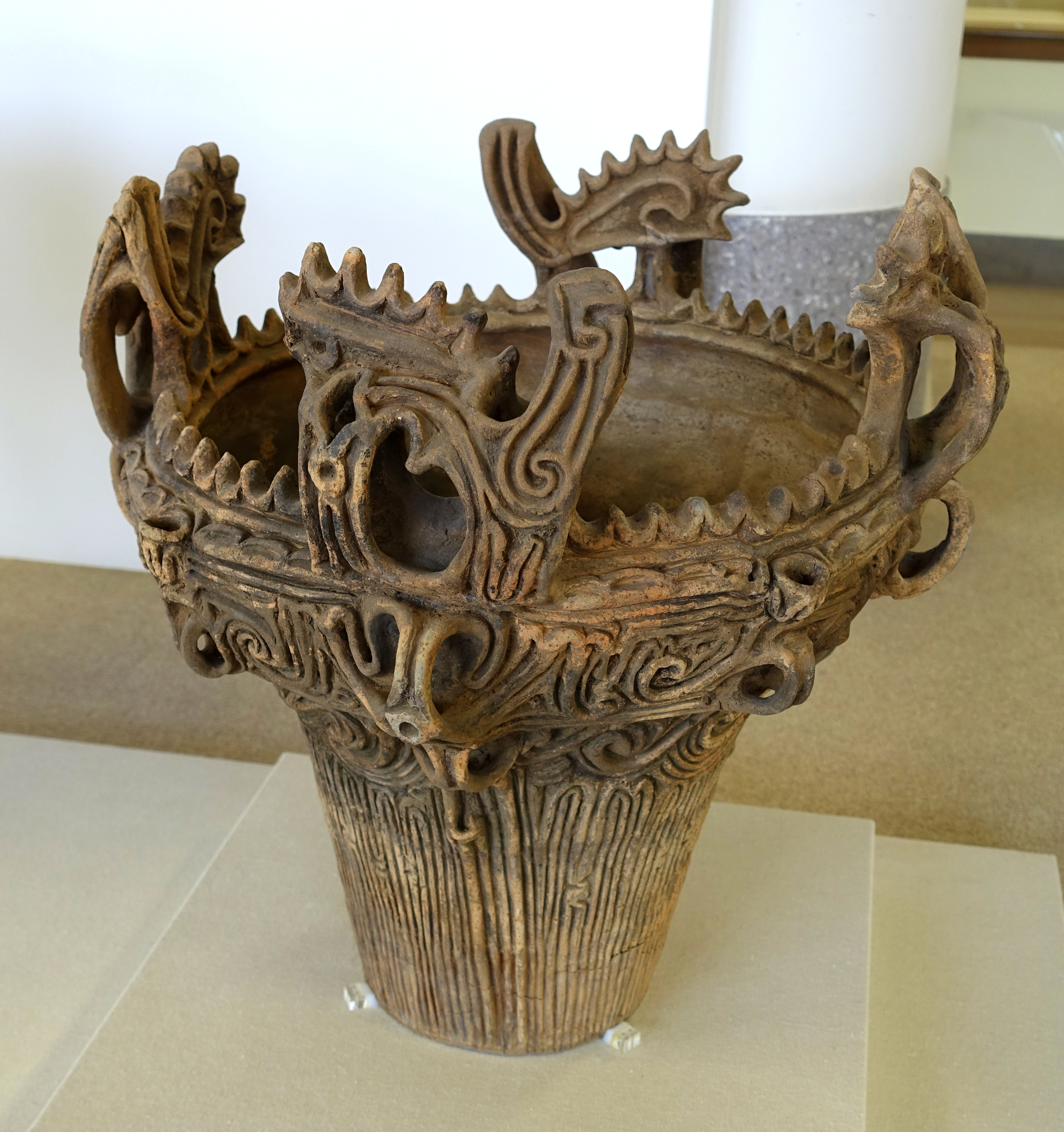
深鉢形土器（火焔型土器） 縄文時代
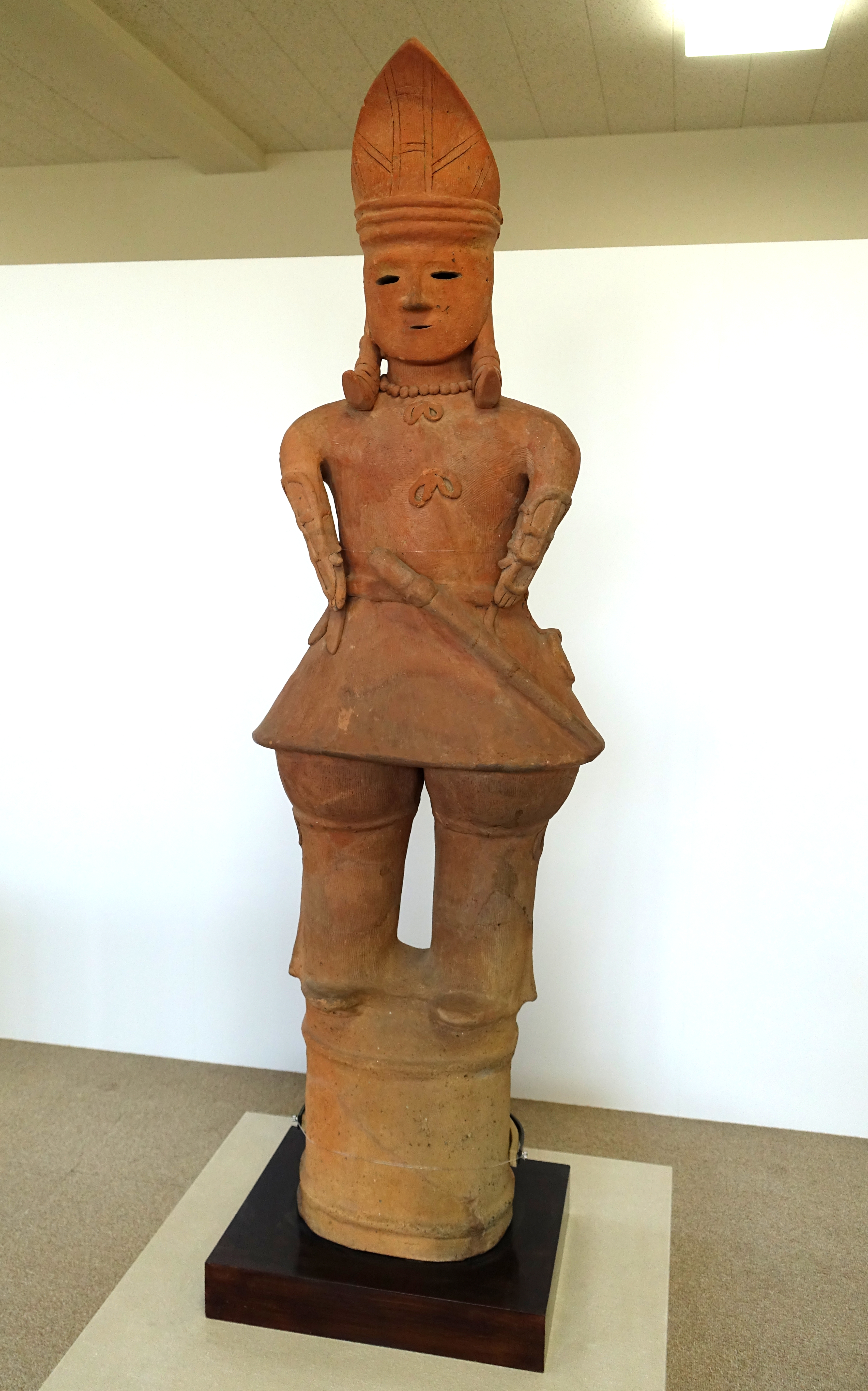
埴輪男子立像（天冠をつけた男子、重要文化財）
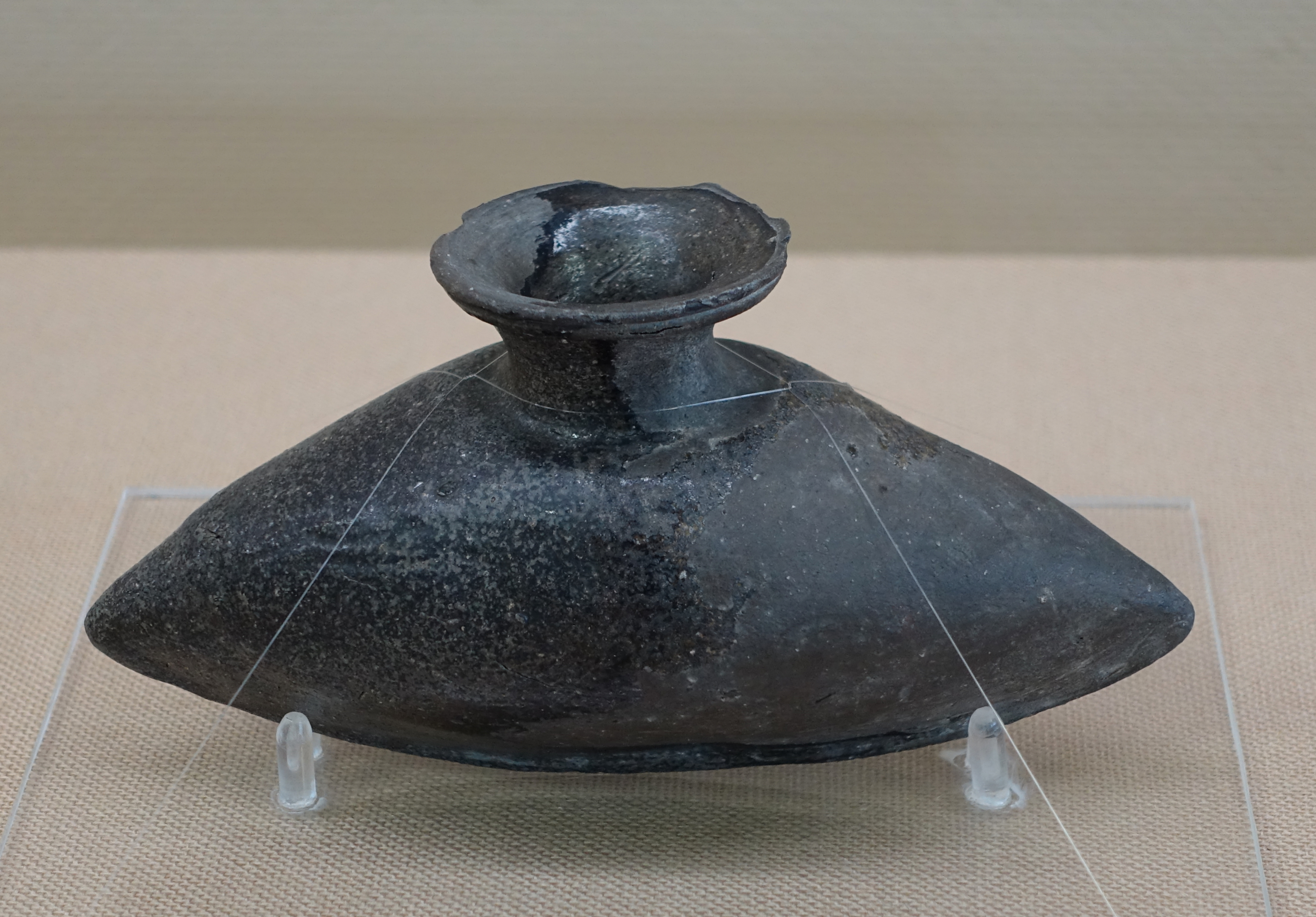
須恵器皮袋形瓶 古墳時代

## 主な施設等
- 本館（展示室）
- 別館「岡田茂吉の世界」
- 茶室「真和亭」・「山月庵」
- 「富士見亭」
- 「萩の家」
- 「観山亭」
- ミュージアムショップ「光琳堂」
- 苔庭
- 竹庭
- 萩の道
- 石楽園〈通常非公開エリア〉（内部に観山亭がある）[7][8]

## 交通アクセス
電車
- 箱根登山ケーブルカー公園上駅下車すぐ。

自動車
- JR小田原駅より約40分。
- 東名御殿場インターチェンジより約25キロメートル。